# St. Leonhard und Wendelin (Hochweiler)

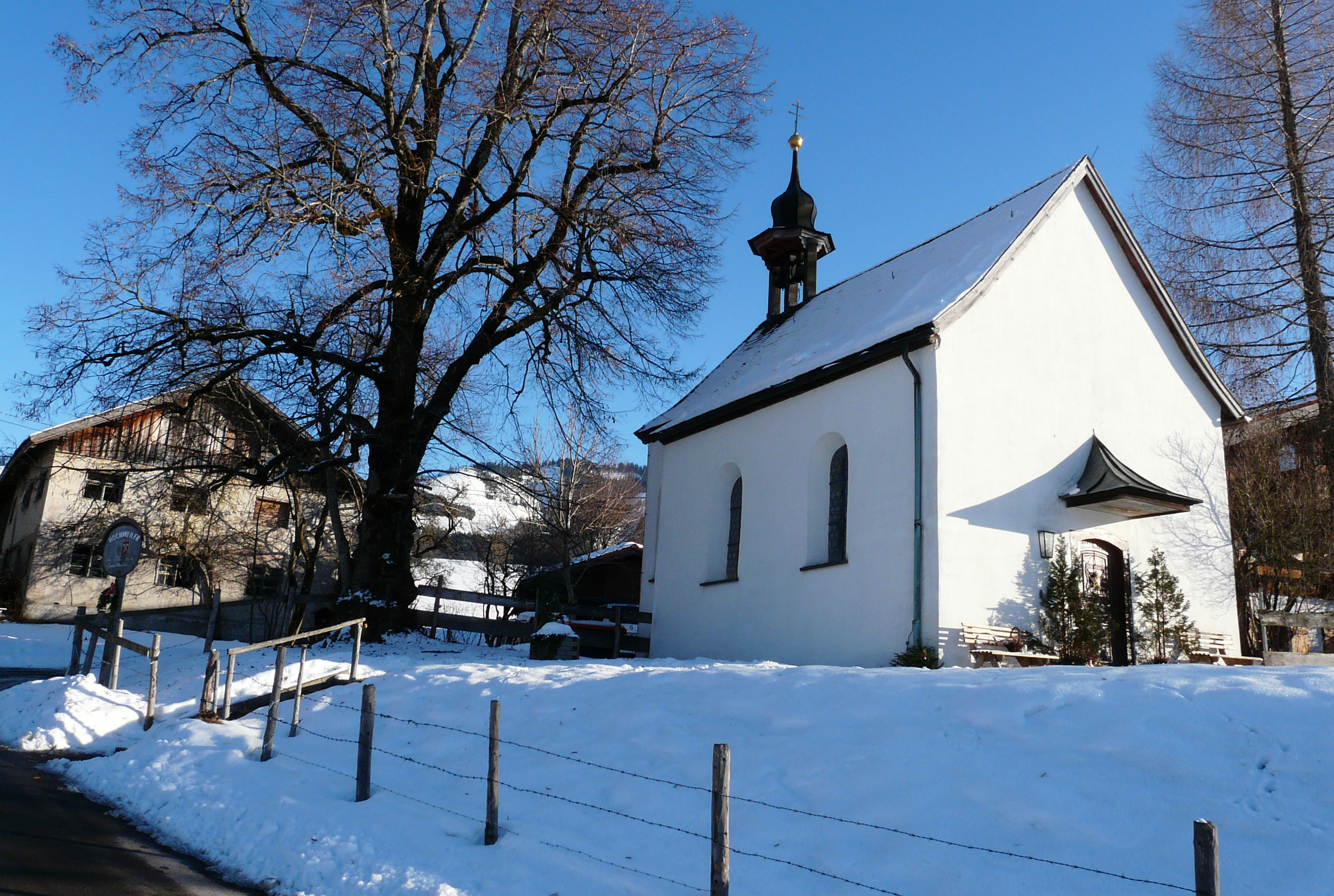
St. Leonhard und Wendelin in Hochweiler

Die römisch-katholische Kapelle St. Leonhard und Wendelin steht in Hochweiler, einem Ortsteil von Sonthofen im schwäbischen Landkreis Oberallgäu in Bayern. Das Bauwerk ist in der Liste der Baudenkmäler in Sonthofen als Baudenkmal unter der Nr. D-7-80-139-48 eingetragen.

## Beschreibung
Die Kapelle wurde um 1800 erbaut. Sie besteht aus einem Langhaus und einem eingezogenen, dreiseitig geschlossenen Chor im Osten. Aus dem Satteldach des Langhauses erhebt sich im Osten ein offener Dachreiter mit zwei kleinen Kirchenglocken, der mit einer Zwiebelhaube bedeckt ist. 
Der Innenraum des Langhauses ist mit einer Flachdecke überspannt. In ihm befindet sich ein Fresko über die Krönung Mariens, das 1801 Nikolaus Weiß aus der Künstlerfamilie Weiß gestaltet hat. Das Altarretabel mit dem Marienbildnis des klassizistischen Altars wird dem Umfeld von Johann Richard Eberhard zugeschrieben. Zwei Gemälde über Katharina von Alexandrien und Barbara von Nikomedien stammen aus der Werkstatt von Hans Strigel dem Älteren.